# Гинзбург, Григорий Романович
Григо́рий Рома́нович Ги́нзбург (16 [29] мая 1904, Нижний Новгород, Российская империя — 5 декабря 1961, Москва, СССР) — советский пианист. Заслуженный деятель искусств РСФСР (1946). Лауреат Сталинской премии второй степени (1949).

## Биография
Родился 16 мая (29 мая по новому стилю) 1904 года в Нижнем Новгороде. С 6 лет (после смерти отца) воспитывался в семье А. Б. Гольденвейзера, где начал заниматься музыкой. В 1917 году поступил в Московскую консерваторию (класс А. Б. Гольденвейзера), которую окончил в 1924 году. До 1928 году учился в аспирантуре Московской консерватории у А. Б. Гольденвейзера.
В 1927 году участник Первого Международного конкурса пианистов имени Ф. Шопена, лауреат четвёртой премии. В 1933 году Григорий Коган, характеризуя манеру Гинзбурга, отмечал:

Гинзбург — большой виртуоз. Немало известных пианистов могло бы поучиться у него в этом отношении… Но, говоря как виртуоз, он мыслит как музыкант. Гинзбург — прежде всего музыкант: точная формулировка, совершенное выражение определённых музыкальных мыслей — вот что такое его виртуозность. Виртуозные увлечения, нарушающие логику музыкального мышления, виртуозные эффекты, в угоду которым искажается музыкальный смысл хотя бы самомалейшей детали, совершенно чужды его натуре. Наоборот, сосредоточенное «вникание» в произведение настолько «обуздывает» порой его пианистический темперамент, что скорее можно было бы — временами — сделать ему упрек в чрезмерной созерцательности, недостаточно действенном характере исполнения.

С 1929 года преподавал в МГК имени П. И. Чайковского. Профессор (1935). Среди учеников Гинзбурга — Глеб Аксельрод, Сергей Доренский, Алексей Скавронский, Валентина Белых.
Г. Р. Гинзбург умер 5 декабря 1961 года в Москве. Похоронен на Донском кладбище (уч. 3).
К столетию Гинзбурга, определяя его место в истории русского пианизма, современный специалист утверждает:

Гинзбург представляется последним мастером классического рояля, инструмента, освящённого работой и именем Листа. Последним, а вместе с тем, если говорить о совершенстве самого художественного организма классического рояля, оживающего под пальцами исполнителя, — может быть, и вершинным его мастером. Замечательные исполнители новых поколений, вышедшие на сцену в последней трети XX века — мастера другого инструмента, после-классического рояля. В этих поколениях меняется даже типическая конституция рук пианиста: рука становится суше, сообразно росту ударного компонента в интонативном спектре фортепианного звука. Тогда как руки Гинзбурга принадлежали ещё классическому типу пианистических рук, одетых мышечной плотью, выделяясь своей гармонической красотой, сами по себе представляясь произведениями искусства.

## Семья
- Жена — Ревекка (Рива) Львовна Гинзбург (урождённая Шнеерсон), пианистка, родом из Копыси[5].
  - Сын — музыковед и музыкальный критик Лев Григорьевич Гинзбург (1930—2022).
    - Внук — режиссёр и сценарист Виктор Львович Гинзбург (род. 1959).

  - Дочь — Гинзбург, Елизавета Григорьевна (р. 11 апр. 1939, Москва) — пианистка, концертмейстер, педагог. Ученица С. Е. Фейнберга и Я. В. Флиера, у которого окончила консерваторию в 1964г. С того же года концертмейстер в классе Л. Б. Когана, Б. В. Беленького, А. Б. Корсакова, М. Л. Яшвили, также была их партнером по камерному ансамблю.

## Награды и премии
- Сталинская премия второй степени (1949) — за концертно-исполнительскую деятельность[6]
- заслуженный деятель искусств РСФСР (1946)